# Вельяминовский сельский округ (Московская область)
Вельяминовский сельский округ — упразднённая административно-территориальная единица, существовавшая на территории Домодедовского района Московской области в 1994—2006 годах.
Вельяминовский сельсовет возник в первые годы советской власти. По состоянию на 1921 год он входил в Михневскую волость Серпуховского уезда Московской губернии.
В 1924 году к Вельяминовскому с/с был присоединён Приваловский с/с, но уже 4 ноября 1925 года Приваловский с/с был выделен обратно.
В 1926 году Вельяминовский с/с включал село Вельяминово, деревни Лупиловка, Ртищево и Юрьевка, железнодорожную казарму, станцию Вельяминово и лесную сторожку Ближнее Лупилово.
В 1929 году Вельяминовский с/с был отнесён к Михневскому району Серпуховского округа Московской области. При этом к нему был присоединён Приваловский с/с.
17 июля 1939 года из Татариновского с/с в Вельяминовский было передано селение Юрьевка.
14 июня 1954 года к Вельяминовскому с/с были присоединены Глотаевский и Голубинский сельсоветы.
15 апреля 1959 года из Вельяминовского с/с в Кузьминский были переданы селения Бытинки, Глотаево, Коченягино, Михайловское, Митино, Парышево, Повадино и Ступино. Тогда же в Вельяминовский с/с был передан Сидоровский кирпичный завод с жилым посёлком.
3 июня 1959 года Михневский район был упразднён и Вельяминовский с/с был передан в Подольский район.
2 июля 1959 года из Вельяминовского с/с в Кузьминский с/с Ступинского района был передан посёлок Сидоровского завода. Одновременно из Кузьминского с/с в Вельяминовский — селения Бытинки, Глотаево, Коченягино, Михайловское, Митино, Парышево, Повадино и Ступино
1 февраля 1963 года Подольский район был упразднён и Вельяминовский с/с вошёл в Ленинский сельский район.
27 апреля 1963 года из Лобановского с/с в Вельяминовский было передано селение Кузьмино.
11 января 1965 года Вельяминовский с/с был передан в восстановленный Подольский район.
13 мая 1969 года Вельяминовский с/с был передан в новый Домодедовский район, но с подчинением Домодедовскому городскому совету депутатов трудящихся и его исполнительному комитету.
Решением Московской областной Думы от 3 февраля 1994 года и решением Домодедовской районной Думы от 21 сентября 1994 года Вельяминовский с/с был преобразован в Вельяминовский сельский округ.
16 июня 1999 года в Вельяминовском с/с посёлок МПС был присоединён к деревне Ртищево.
В ходе муниципальной реформы 2005 года Вельяминовский сельский округ прекратил своё существование как муниципальная единица. При этом все его населённые пункты были переданы в городской округ Домодедово.
29 декабря 2006 года Вельяминовский сельский округ исключён из учётных данных административно-территориальных и территориальных единиц Московской области.
| №  | Населённый пункт | Тип населённого пункта | Население (2002) | прим. |
| -- | ---------------- | ---------------------- | ---------------- | ----- |
| 1  | Барыбино         | деревня                | ↗13              |       |
| 2  | Бытинки          | деревня                | ↘2               |       |
| 3  | Вельяминово      | село                   | ↘1974            |       |
| 4  | Глотаево         | деревня                | ↘59              |       |
| 5  | Голубино         | деревня                | ↘85              |       |
| 6  | Косино           | деревня                | ↘94              |       |
| 7  | Коченягино       | деревня                | ↘5               |       |
| 8  | Мансурово        | деревня                | ↗15              |       |
| 9  | Митино           | деревня                | →1               |       |
| 10 | Михайловское     | село                   | ↗27              |       |
| 11 | Немцово          | деревня                | ↘10              |       |
| 12 | Острожки         | деревня                | ↗16              |       |
| 13 | Парышево         | деревня                | →4               |       |
| 14 | Повадино         | деревня                | ↘8               |       |
| 15 | Повадино         | посёлок                | ↘186             |       |
| 16 | Повадино         | посёлок ж.д. ст.       | ↘54              |       |
| 17 | Поздново         | деревня                | ↗7               |       |
| 18 | Привалово        | деревня                | ↗36              |       |
| 19 | Ртищево          | деревня                | ↗23              |       |
| 20 | Ступино          | деревня                | ↘14              |       |
| 21 | Шебочеево        | деревня                | ↗9               |       |
| 22 | Юрьевка          | деревня                | ↗6               |       |